# Pueblo Bello
Pueblo Bello is een gemeente in het Colombiaanse departement Cesar. De gemeente, gelegen op de zuidelijke flank van de Sierra Nevada de Santa Marta, telt 16.942 inwoners (2005). Puerto Bello is een belangrijke producent van koffie.
Aguachica · Astrea · Becerril · Bosconia · Chimichagua · Chiriguaná · Agustín Codazzi · Curumaní · El Copey · El Paso · Gamarra · González · La Gloria · La Jagua de Ibirico · La Paz Robles · Manaure · Pailitas · Pelaya · Pueblo Bello · Río de Oro · San Alberto · San Diego · San Martín · Tamalameque · Valledupar